# かほピョン
かほピョンは、日本の宮城県仙台市に本社を置くブロック紙の河北新報社に所属するマスコットキャラクター。

## 概要
特技は長い耳ですばやく情報をキャッチ、速い足で読者に新聞をお届けするのが得意だという河北新報本社や、各地の河北新報販売店のイベント会場に出没している着ぐるみキャラクター。うさぎをモチーフにしていて、全身は白色、黒い瞳、内部の赤い耳を持つ。

## プロフィール
- 性格 - 喜怒哀楽が激しい。なんでもかんでも一喜一憂する。